# Johan Elmander
Johan Elmander ['juːan ɛl'mɑndɛr] (Alingsås, Suecia, 27 de mayo de 1981) es un exfutbolista sueco que jugaba como delantero.

## Carrera
Elmander comenzó su carrera como delantero para el club sueco Holmalunds IF y después para el Örgryte, posteriormente es traspasado para el club holandés Feyenoord a la edad de 18 años. Nunca fue regular en el primer equipo, pero estuvo como sustituto en la final de la Copa de la UEFA que ganó su equipo 3-2 al Borussia Dortmund.
Elmander fue cedido a su natal Suecia al equipo Djurgårdens, en donde ganó el doblete del campeonato de Allsvenskan y la Copa de Suecia en 2002, no obstante no le concedieron ninguna medalla puesto que jugó pocos partidos. En febrero de 2002 debutó con su selección en un partido amistoso contra Grecia, en 2003 el Feyenoord lo cede al NAC Breda.

### Brøndby
Antes de la temporada 2004-2005, él es vendido al club Brøndby de la liga danesa. A pesar de que no marcó tantos goles como se esperaba, fue la figura del Brøndby en esa temporada, siendo votado como el mejor jugador del equipo.

### Toulouse
En sus dos temporadas en el Brøndby, Elmander marcó 22 goles en 58 partidos, atrayendo la atención de varios clubes de Europa. Fue convocado por Suecia en el mundial de Alemania en el 2006, donde disputó dos partidos. Elmander firmó un contrato por cuatro años con el equipo Toulouse el 7 de julio del 2006. Anotó 11 goles en su primera temporada y fue nominado a mejor jugador del año por sus compañeros, aunque este premio lo ganaría Florent Malouda. En esa temporada, el Toulouse se clasificó para la Liga de Campeones de la UEFA.

### Bolton Wanderers
El 27 de junio de 2008, Elmander fue transferido al Bolton Wanderers de la Premier League inglesa.

### Galatasaray
Después de tres años en la Premier League, Elmander queda libre y decide emigrar al fútbol turco en el verano 2011. Tras dos temporadas en el Galatasaray llega cedido al Norwich City al final del mercado de verano 2013.

### Regreso al Brøndby
El 24 de junio de 2014, Elmander retornó al Brøndby IF en un transferencia libre, firmando un contrato por dos años al vencer su contrato con el Galatasaray.

## Selección nacional
Fue internacional con la selección de fútbol de Suecia en 85 ocasiones y anotó 20 goles.

### Participaciones en Copas del Mundo
| Mundial                        | Sede     | Resultado        |
| ------------------------------ | -------- | ---------------- |
| Copa Mundial de Fútbol de 2006 | Alemania | Octavos de final |

## Clubes
| Club                        | País         | Año       |
| --------------------------- | ------------ | --------- |
| Holmalunds IF               | Suecia       | 1997-1998 |
| Örgryte IS                  | Suecia       | 1999-2000 |
| Feyenoord Róterdam          | Países Bajos | 2000-2004 |
| Djurgårdens IF (cedido)     | Suecia       | 2002-2003 |
| NAC Breda (cedido)          | Países Bajos | 2003-2004 |
| Brøndby IF                  | Dinamarca    | 2004-2006 |
| Toulouse F. C.              | Francia      | 2006-2008 |
| Bolton Wanderers F. C.      | Inglaterra   | 2008-2011 |
| Galatasaray S. K.           | Turquía      | 2011-2014 |
| Norwich City F. C. (cedido) | Inglaterra   | 2013-2014 |
| Brøndby IF                  | Dinamarca    | 2014-2016 |
| Örgryte IS                  | Suecia       | 2016-2017 |

## Palmarés

### Títulos nacionales
| Título                 | Club              | País      | Año     |
| ---------------------- | ----------------- | --------- | ------- |
| Allsvenskan            | Djurgårdens IF    | Suecia    | 2002    |
| Copa de Suecia         | Djurgårdens IF    | Suecia    | 2002    |
| Allsvenskan            | Djurgårdens IF    | Suecia    | 2003    |
| Superliga de Dinamarca | Brøndby IF        | Dinamarca | 2004-05 |
| Copa de Dinamarca      | Brøndby IF        | Dinamarca | 2004-05 |
| Superliga de Turquía   | Galatasaray S. K. | Turquía   | 2011-12 |
| Supercopa de Turquía   | Galatasaray S. K. | Turquía   | 2012    |
| Superliga de Turquía   | Galatasaray S. K. | Turquía   | 2012-13 |

### Títulos internacionales
| Título          | Club               | País         | Año     |
| --------------- | ------------------ | ------------ | ------- |
| Copa de la UEFA | Feyenoord Róterdam | Países Bajos | 2001-02 |